# Запись телефонного разговора

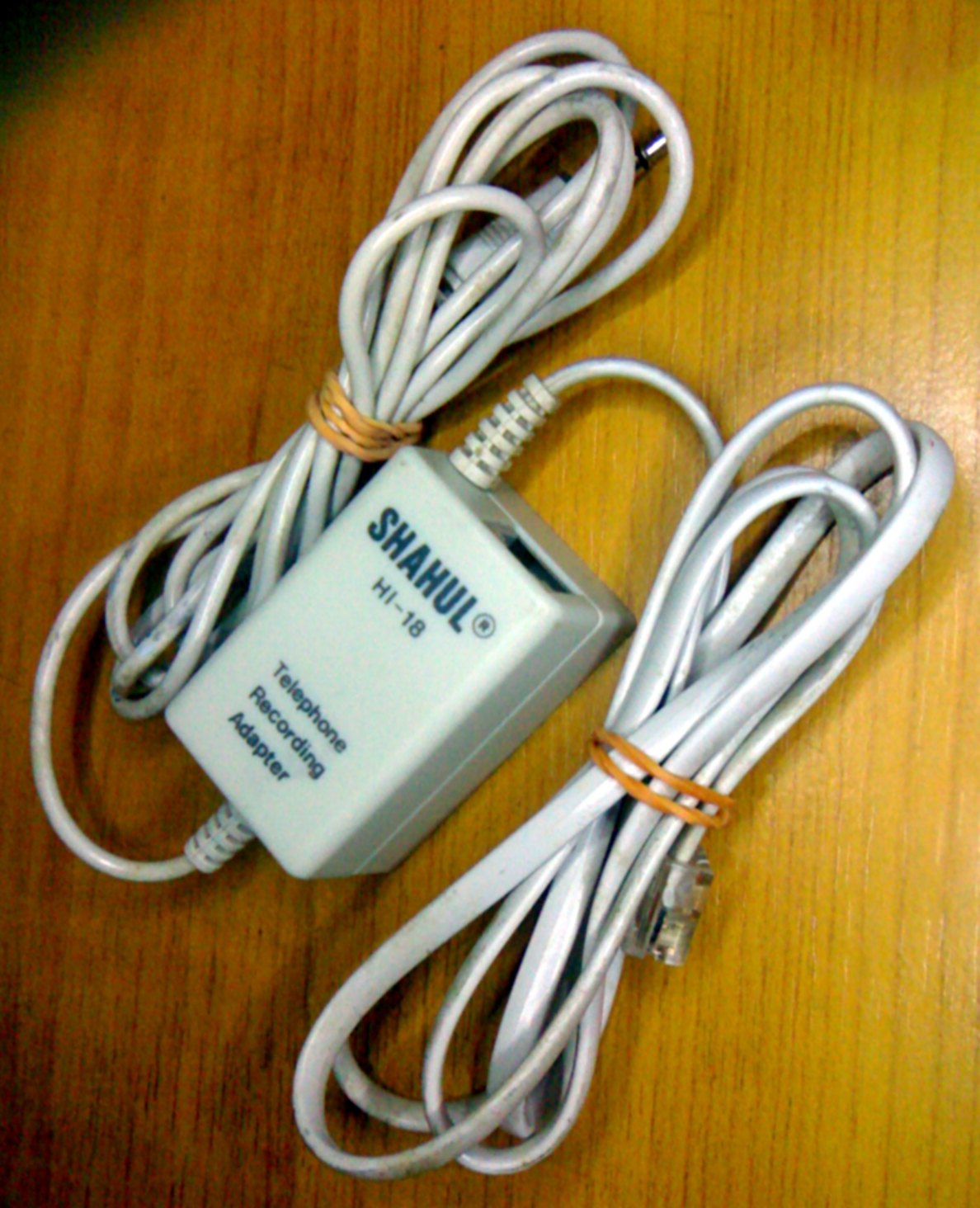
Адаптер для записи телефонного разговора (встраиваемый ответвитель). Гнездо для телефона подключается к настенной розетке, а контролируемый телефон подключен к гнезду адаптера. Аудиоразъем подключается к записывающему устройству (компьютеру, магнитофону и т. д.)

Запись телефонного разговора — один из способов опосредованного контроля содержимого разговора третьей стороной или самими участниками. Запись может быть инициирована участниками сеанса телефонной связи в ручном режиме или начинаться автоматически при установлении соединения. Многие современные приложения и оборудование телефонии имеют встроенные инструменты активации записи разговора и возможность последующего доступа к записи для прослушивания и использования в других целях.

## Техническая реализация
Запись всех телефонных разговоров очень распространена в работе операторов-телефонистов в call-центрах. В связи с высокой востребованностью для бизнеса функция записи телефонных разговоров часто наличествует в УАТС и IP-АТС для организаций. Также подобную услугу предлагают операторы связи вместе с решением «Виртуальная АТС».
Однако распространены и отдельные внешние коммерческие системы для массовой записи и последующего анализа всех разговоров, например аудиорегистраторы.
Частный случай записи разговора, используемый в том числе конечными пользователями, — это системы автоответчик и/или голосовая почта. Абоненты традиционной телефонии для записи разговора в режиме реального времени вынуждены применять специальные технические средства — дополнительные устройства, которые устанавливаются в разрыв линии, то есть до телефонного аппарата. С недавнего времени услугу записи телефонных разговоров для конечных пользователей стали предлагать операторы мобильной связи. Однако сегодня абоненты — персональные пользователи телефонии — могут записывать разговор в фоновом режиме в реальном времени и со своей стороны посредством соответствующего приложения на смартфоне.
В большинстве телефонных коммутаторов и АТС фиксируется факт совершения вызова с техническими данными, но без записи содержимого в виде особой записи — CDR. Однако, если оборудование имеет функцию записи разговоров, то, как правило, CDR объединяется или связывается с записанным разговором, так как сама по себе звукозапись разговора не содержит в себе информации о том, кто разговаривал и с кем, и когда это происходило. Как минимум, несвязанные объекты записи разговора и CDR имеют общие идентификаторы для сопоставления.

## Применение на практике
Запись телефонного разговора нередко используется пранкерами для дальнейшего публичного распространения результатов своих шуток. Также запись разговора способами может использоваться мошенниками.
Запись разговора с мобильного телефона также нередко используется для сбора информации — появились документы, опубликованные WikiLeaks, о возможностях ЦРУ по взлому операционных систем большинства смартфонов, превращая их в постоянные подслушивающие устройства.

### Законодательные положения
Прослушивание разговора третьими лицами является вторжением в частную жизнь, также запись разговора с клиентом для бизнес-сектора может составлять коммерческую тайну. Поэтому во многих странах мира запись разговора без предупреждения участников об этом является незаконной. Однако для обеспечения оперативно-розыскных мероприятий по заявке органов государственной безопасности запись разговора может выполняться оборудованием оператора связи в автоматическом режиме без уведомления конечных пользователей или даже без уведомления самого оператора связи (см. СОРМ, CALEA, ECHELON, Onyx).
В соответствии со статьёй 186 Уголовно-процессуального кодекса Российской Федерации возможны контроль и запись телефонных переговоров участников уголовного судопроизводства. В частности, части 2 статьи 186 гласит, что если в отношении потерпевшего, свидетеля или их родных и близких поступают угрозы расправы, то на основании письменного заявления указанных лиц или судебного решения могут осуществляться контроль и запись телефонных переговоров следственными органами.
В России в 2016 году принят Федеральный закон № 374-ФЗ, который может обязать операторов связи записывать содержимое всех разговоров всех абонентов и хранить записи сроком до трёх лет (решения об установке точного срока нет).